# 하동 금남사
하동 금남사(河東 錦南祠)는 대한민국 경상남도 하동군 청암면 중이리에 있는, 목은 이색(1328∼1396)을 중심으로 수은 김충한과 양촌 권근(1352∼1409)을 함께 모신 사당이다.
1985년 11월 14일 경상남도의 문화재자료 제134호 금남사로 지정되었다가, 2018년 12월 20일 현재의 명칭으로 변경되었다.

## 개요
목은 이색(1328∼1396)을 중심으로 수은 김충한과 양촌 권근(1352∼1409)을 함께 모신 사당이다.
이색은 고려 후기 문신이자 성리학자로 호는 목은이며 포은 정몽주, 야은 길재와 함께 고려 후기의 대성리학자인 삼은(三隱) 중 한 사람이다. 저서로는『목은문고』, 『목은시고』 등이 있다.
권근은 고려말∼조선초의 문신이자 학자로 호는 양촌이다. 이색을 스승으로 모시고 정몽주 등과 성리학 연구에 몰두해 조선왕조의 유학계에 크게 공헌한 인물이다. 저서로는 『양촌집』40권이 있다.
금남사는 원래 조선 숙종 8년(1682) 지방 유림들이 검남산 밑에 세웠으나, 하동댐 건설로 1988년 지금 있는 곳으로 옮겨 지은 것이다.

## 참고 문헌
- 하동 금남사 - 국가유산청 국가유산포털